# یک شب در بانکوک
«یک شب در بانکوک» (به انگلیسی: One Night in Bangkok) یکی از قطعه‌های آلبوم مفهومی و موزیکال شطرنج است که شعر آن را تیم رایس سروده و بنی اندرسون و بیورن اولویس موسیقی آن را نوشته‌اند. موری هد رَپ‌های «یک شب در بانکوک» را اجرا کرده و آندرس گلن‌مارک خوانندهٔ کُرس آن است.
تنش‌های ایالات متحده آمریکا و اتحاد جماهیر شوروی در سال‌های جنگ سرد منشأ الهام رایس برای ساخت آلبوم شطرنج بود و او در آن آلبوم مقابلهٔ دو قدرت را در قالب رقابت دو استادبزرگ شطرنج در یک تورنمنت بین‌المللی روایت کرد. «یک شب در بانکوک» در مورد رقابت آتی آن دو استاد بزرگ در بانکوک است.
در سال ۱۹۸۴ که «یک شب در بانکوک» در قالب تک‌آهنگ منتشر شد، در هر دو سوی اقیانوس اطلس با استقبال گستردهٔ مخاطبان موسیقی پاپ روبه‌رو شد. این در حالیست که ترانه‌های بعدی موری، خارج از حلقهٔ هوادارنش موفقیت تجاری به‌خصوصی نداشتند.